# Каптейн, Виллем
Виллем Каптейн (нидерл. Willem Kapteyn; 16 августа 1849, Барневелд провинция Гелдерланд (Нидерланды) — 6 декабря 1927, Утрехт) — голландский математик. Педагог, профессор, ректор Утрехтского университета.

## Биография
Брат Якобуса Корнелиуса Каптейна (1851—1922), астронома и профессора университета Гронингена.
До 1865 года обучался в университете Лейдена. В 1866 поступил в Утрехтский университет, где изучал философию.
В 1872 получил докторскую степень.
В декабре 1877 года он был назначен профессором математики в Университете Утрехта. Читал лекции по аналитической геометрии, начертательной геометрии, интегральному исчислению, теории функций, теории вероятностей и высшей алгебры. Занимался также механикой и анализом.
В 1900—1901 был ректором университета. Член — корреспондент королевского научного общества в Льеже, член Королевской Нидерландской академии наук (1894).
На пенсии с 1918 года.
Одна из серий Функции Бесселя названа его именем.